# Еарагама-05
Грама Ніладхарі Еарагама-05 (№ IR/84F) — Грама Ніладхарі підрозділу ОС Ерагама, округ Ампара, Східна провінція, Шрі-Ланка.

## Демографія
| Населення (2007) | Населення (2007) | Населення (2007) | Населення (2007) | Населення (2007) |
| Населення        | Чоловіки         | Жінки            | Діти             | Дорослі          |
| ---------------- | ---------------- | ---------------- | ---------------- | ---------------- |
| 1242             | 616              | 626              | 543              | 699              |